# Cameraria ostryarella
Cameraria ostryarella là một loài bướm đêm thuộc họ Gracillariidae. Nó được tìm thấy ở Québec và Hoa Kỳ (Illinois, Kentucky, Maine, Michigan, New York, Connecticut và Vermont).
Sải cánh dài 6–7 mm.
Ấu trùng ăn Ostrya species, bao gồm Ostrya virginiana và Ostrya virginica. Chúng ăn lá nơi chúng làm tổ.Tổ có dạng đốm nằm ở mặt trên của lá.